# Licania minuscula
Licania minuscula är en tvåhjärtbladig växtart som beskrevs av José Cuatrecasas. Licania minuscula ingår i släktet Licania och familjen Chrysobalanaceae. Inga underarter finns listade i Catalogue of Life.